# Kamloops Lake
Kamloops Lake är en sjö i Kanada.   Den ligger i provinsen British Columbia, i den södra delen av landet, 3 300 km väster om huvudstaden Ottawa. Kamloops Lake ligger 494 meter över havet.
I omgivningarna runt Kamloops Lake växer i huvudsak barrskog. Trakten runt Kamloops Lake är nära nog obefolkad, med mindre än två invånare per kvadratkilometer.